# 納院町
納院町（のういんちょう Nōin-chō）は、奈良県奈良市の中央部、市街地の南部に位置する地区である。郵便番号は630-8318。

## 地理
奈良市の中央部、市街地の南部に位置する地区である
北は薬師堂町、南は築地之内町、西は元興寺町、東は十輪院町と接している。

### 地名の由来
- 元々は元興寺の土地であり、納税をするところであったが、元興寺の勢力の衰えにより町として独立した。

その後、「八色の商いをせしゆへ八屋の長者」「八屋の辻子」と言われた、裕福な商人の蜂屋家が移り住み、八王子社の別名「蜂屋（八屋）神社」として名前が残っている。
寺社
- 八王子社

## 交通
鉄道は通っていない。道路に関しては幅員が狭く、対向車の行き違いが難しい区間が多い。
路線バスは通っていない。